# Церква Іоана Златоуста в будинку релігійно-просвітницького товариства
Це́рква Іоана Златоуста — православний домовий храм у Києві, в будинку Київського релігійно-просвітницького товариства, збудований у 1901–1903 роках.

## Історія храму
Дерев'яна церква Іоана Златоуста здавна, ще з 17 ст., знаходилася у Старому місті, на перетині вулиць Володимирської та Великої Житомирської. Згідно з планом розвитку міста середини XIX ст., затвердженим особисто Миколою І, передбачалося перенесення цього храму в інший район міста. Врешті-решт храм Іоана Златоуста, що завдяки потрапив на сторінки літератури і був описаний Миколою Лєсковим у «Печерських антиках», було закрито та розібрано.
Однак майже за 50 років храму знову судилося постати на цьому місці.
Навесні 1901 року за проектом єпархіального архітектора Євгена Єрмакова розпочалося спорудження будинку для Київського релігійно-просвітницького товариства. Водночас у східній частині будівлі було споруджено кам'яну церкву, що її було освячено при завершенні спорудження будинку, на честь Іоана Златоуста, пам'ятаючи про храм, що колись був на цьому місці.
Будівля зводилася у поширеному тоді неоросійському стилі, тому храм було збудовано у стилістичній єдності зі будівлею. Це був невеликий однобаневий храм. Діяла також церковно-парафіяльна школа, однак сам храм був безпарафіяльним.
Красива споруда Релігійно-просвітницького товариства з церквою, що домінувала над перехрестям вулиць, за своїм призначенням функціонувала недовго. У 1920 р. храм був ліквідований, діяльність товариства припинена. Можливо у той час була також знята баня та зруйнована верхівка з кокошниками. Однак попри руйнацію храму сам будинок Київського релігійно-просвітницького товариства зберігся досьогодні, і тому й зараз на його відреставрованому головному фасаді можна розгледіти виконане з цегли багате декорування

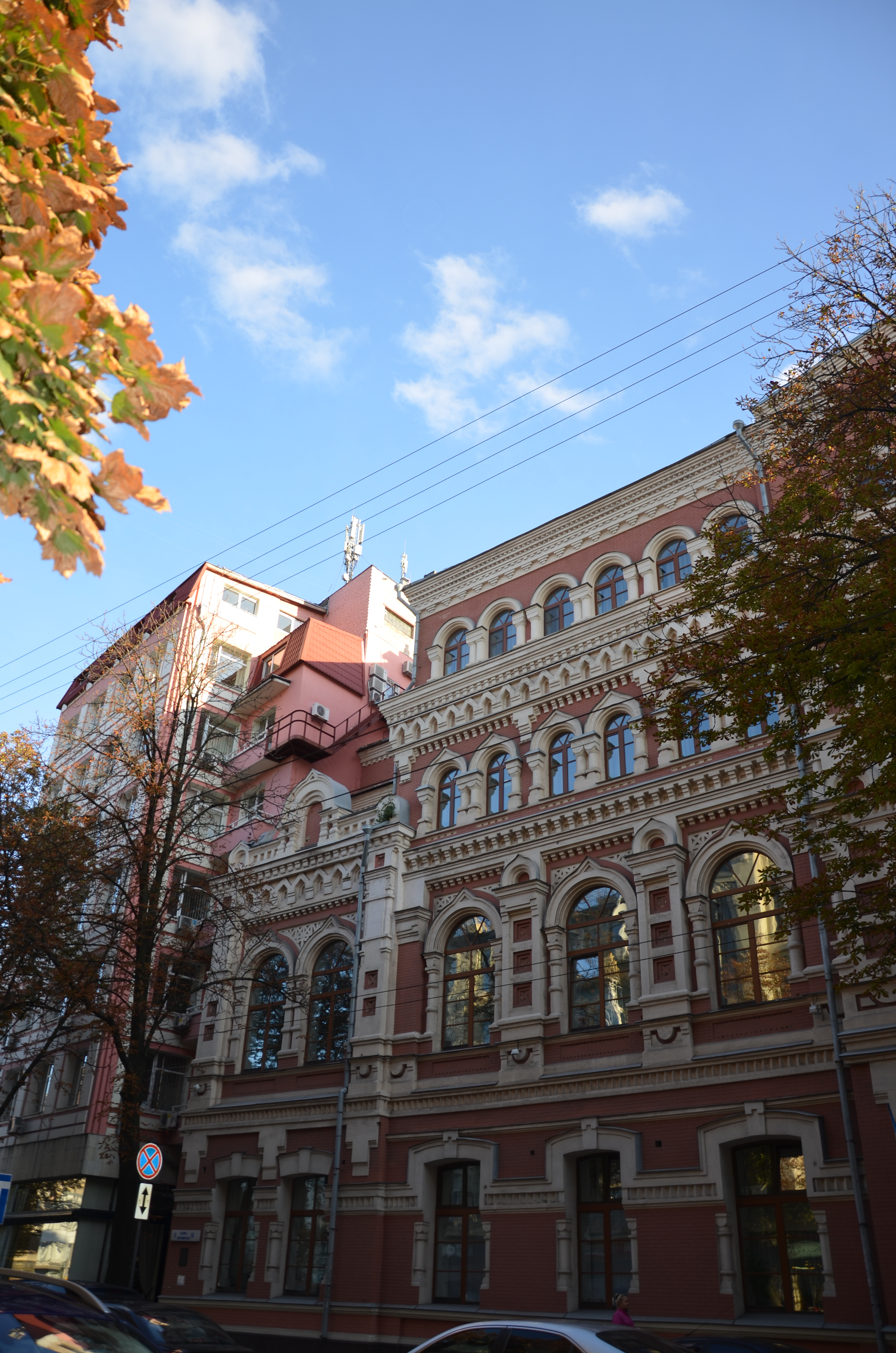
Сучасний Вигляд

У 1970-х роках для спорудження лабораторного корпусу науково-дослідних інститутів була виділена ділянка на перехресті вулиць В. Житомирської та Володимирської, яка прилягала до будинку Релігійно-просвітницького товариства. Зведенню нового корпусу заважала виступаюча вівтарна частина церкви, що утворювала восьмигранну форму. Оскільки у той час храми не цінувалися як сакральні споруди, була ідея розібрати частину, що заважає будівництву. На захист церковної частини будинку стали співробітники НДІТІАМ, які займалися вивченням і збереженням пам’яток архітектури. З їх погляду первісні форми будинку мали бути збереженими, оскільки споруда на той час стояла на обліку як пам’ятка архітектури. Таким чином, нижній храм Іоанна Золотовуста був урятований від руйнування. За розробленим проектом прибудови нового корпусу науково-дослідних інститутів на перехресті вул. В. Житомирської та Володимирської вівтарна частина храму ввійшла до композиції нової споруди. Новий корпус був спроектований так, що його поверхи стикувалися з будинком колишнього Релігійнопросвітницького товариства.